# ATP Challenger La Réunion
Das ATP Challenger La Réunion (offizieller Name: Open de La Réunion) war ein Tennisturnier in der Gemeinde La Possession auf der französischen Insel Réunion, das 2011 und 2014 je einmal stattgefunden hat. Es war Teil der ATP Challenger Tour und wurde im Freien auf Hartplatz ausgetragen. Die erste Austragung 2011 wurde wegen starken Regens und Überschwemmungen vorzeitig abgebrochen.

## Bisherige Sieger

### Einzel
| Jahr                         | Sieger                                              | Finalgegner                                         | Ergebnis                                            |
| ---------------------------- | --------------------------------------------------- | --------------------------------------------------- | --------------------------------------------------- |
| 2014                         | Robin Haase                                         | Florent Serra                                       | 3:6, 6:1, 7:5                                       |
| 2012–2013: nicht ausgetragen |                                                     |                                                     |                                                     |
| 2011                         | Turnierabbruch wegen starken Regens und Überflutung | Turnierabbruch wegen starken Regens und Überflutung | Turnierabbruch wegen starken Regens und Überflutung |

### Doppel
| Jahr                         | Sieger                                              | Finalgegner                                         | Ergebnis                                            |
| ---------------------------- | --------------------------------------------------- | --------------------------------------------------- | --------------------------------------------------- |
| 2014                         | Robin Haase Mate Pavić                              | Jonathan Eysseric Fabrice Martin                    | 7:5, 4:6, [10:7]                                    |
| 2012–2013: nicht ausgetragen |                                                     |                                                     |                                                     |
| 2011                         | Turnierabbruch wegen starken Regens und Überflutung | Turnierabbruch wegen starken Regens und Überflutung | Turnierabbruch wegen starken Regens und Überflutung |